# Iajuddin Ahmed
Iajuddin Ahmed,[uttal saknas] född 28 februari 1931 i Bikrampur, Munshiganjdistriktet, Bengalen (i nuvarande Bangladesh), död 10 december 2012 i Bangkok, var en bangladeshisk politiker som var Bangladeshs president 6 september 2002–12 februari 2009. Han var son till Moulvi Ibrahim.